# Eva Speyer
Eva Speyer, conosciuta anche come Eva Speyer-Stöckel e Eva Ebert (Berlino, 24 agosto 1882 – Mombasa, 13 agosto 1975), è stata un'attrice tedesca che lavorò soprattutto per il cinema muto.

## Biografia
Dopo aver studiato recitazione alla scuola di Maria Seebach (1829-1897), fece il suo debutto teatrale a Hirschberg nel 1904. Nel 1905, recitò a Poznań e, quindi, al teatro di Düsseldorf. Nel 1909, si recò in tournée negli Stati Uniti dove si esibì a Milwaukee e a New York.
Tornata in Germania nel novembre 1910, riprese a recitare nei teatri tedeschi, lavorando soprattutto a Berlino. Spinta dall'attore Paul Otto, decise di cimentarsi anche con il cinema, quel nuovo mezzo di spettacolo che si stava diffondendo con grande successo commerciale anche in Germania. In poco tempo, Eva Speyer diventò una delle dive più affermate del cinema muto tedesco, impersonando sovente sullo schermo donne coinvolte in vicende dai toni tormentati e melodrammatici.
Negli anni venti, ormai quarantenne, le furono affidati di preferenza ruoli di supporto. Sposata con l'attore Otto Stoeckel, ne assunse in nome. Era conosciuta, infatti, anche come Eva Speyer-Stoeckel.
A causa dei suoi antenati in parte ebraici, Eva Speyer fu bandita dal cinema dai nazisti nel 1933. Nel 1935 emigrò nell'Africa orientale, dove visse con le sue due figlie. Dal 1968 visse a Mombasa dove morì il 13 agosto 1975 all'età di 92 anni.

## Filmografia
La filmografia è completa.
- Zweimal gelebt, regia di Max Mack (1912)
- Schwarzes Blut, regia di Harry Piel (1912)
- Die Falle, regia di Max Mack (1912)
- Die gelbe Rasse, regia di Max Mack (1912)
- Dämone der Tiefe, regia di Harry Piel (1912)
- Die Hochzeitsfackel, regia di Max Mack (1912)
- Die Zigeunerin, regia di Max Mack (1912)
- Zwischen Himmel und Erde, regia di Otto Rippert (1913)
- Fabrik-Marianne, regia di Waldemar Hecker (1913)
- Entsagungen, regia di Joe May (1913)
- Die Statue, regia di Ernst Reicher (1914)
- Der Geisterseher, regia di Waldemar Hecker (1915)
- Friedrich Werders Sendung, regia di Otto Rippert (1916)
- Die Nacht von Cory Lane, regia di Emmerich Hanus (1916)
- Die Andere, regia di Paul von Woringen (1916)
- Das Buch des Lasters, regia di Otto Rippert (1917)
- Um die Liebe des Dompteurs, regia di Karl Heiland (1918)
- Die zweite Frau, regia di Richard Oswald (1918)
- Arme Fee, regia di Max Hauschild (1918)
- Das Armband, regia di Hubert Moest (1918)
- Der Weg ins Freie, regia di Richard Oswald (1918)
- Es werde Licht! 2. Teil, regia di Richard Oswald (1918)
- Die Flucht des Arno Jessen, regia di Richard Eichberg (1918)
- Das Kainzeichen, regia di Richard Oswald (1918)
- Jadwiga, regia di Ernst A. Becker (1918)
- Die Vase der Semirames, regia di Willy Grunwald (1918)
- Mazeppa, der Volksheld der Ukraine, regia di Martin Berger (1919)
- Die Maske, regia di Ewald André Dupont (1919)
- Die Arche, regia di Richard Oswald (1919)
- Die letzten Menschen, regia di Richard Oswald (1919)
- Die Morphinistin, regia di Willy Zeyn (1920)
- Der galante König - August der Starke, regia di Alfred Halm (1920)
- Der Silberkönig, 1. Teil - Der 13. März, regia di Erik Lund (1921)
- Der Silberkönig, 2. Teil - Der Mann der Tat, regia di Erik Lund (1921)
- Der Silberkönig, 3. Teil - Claim 36, regia di Erik Lund (1921)
- Der Silberkönig, 4. Teil - Rochesterstreet 29, regia di Erik Lund (1921)
- Louise de Lavallière, regia di Georg Burghardt (1922)
- Die Frau von vierzig Jahren, regia di Richard Oswald (1925)
- Volk in Not, regia di Wolfgang Neff (1925)
- Die Elenden der Straße, regia di Albert Krämer (1926)
- Kubinke, der Barbier, und die drei Dienstmädchen, regia di Carl Boese (1926)
- Der Seekadett, regia di Carl Boese (1926)
- Das graue Haus, regia di Friedrich Fehér (1926)
- Hölle der Liebe - Erlebnisse aus einem Tanzpalast, regia di Bruno Rahn (1926)
- Der Jüngling aus der Konfektion, regia di Richard Löwenbein (1926)
- Die Königin des Weltbades, regia di Victor Janson (1926)
- Liebeshandel, regia di Jaap Speyer (1927)
- Dirnentragödie, regia di Bruno Rahn (1927)
- Ich war zu Heidelberg Student, regia di Wolfgang Neff (1927)
- Vom Leben getötet, regia di Franz Hofer (1927)
- § 182 minderjährig, regia di Ernst Winar (1927)
- Dr. Bessels Verwandlung, regia di Richard Oswald (1927)
- Der Hafenbaron, regia di Ernst Winar (1928)
- Jahrmarkt des Lebens, regia di Béla Balogh (1928)
- L'America interviene (Marys großes Geheimnis), regia di Guido Brignone (1928)
- Unter der Laterne, regia di Gerhard Lamprecht (1928)
- Die seltsame Nacht der Helga Wangen, regia di Holger-Madsen (1928)
- Die schönste Frau von Paris, regia di Jacob Fleck e Luise Fleck (1928)
- Die Siebzehnjährigen, regia di Georg Asagaroff (1929)
- Verirrte Jugend, regia di Richard Löwenbein (1929)
- Das Recht der Ungeborenen, regia di Adolf Trotz (1929)
- Der Narr seiner Liebe, regia di Ol'ga Čechova (1929)
- Madame Lu, die Frau für diskrete Beratung, regia di Franz Hofer (1929)
- Die fidele Herrenpartie, regia di Rudolf Walther-Fein (1929)
- Jugendtragödie, regia di Adolf Trotz (1929)
- Namensheirat, regia di Heinz Paul (1930)
- Ich bleib bei Dir, regia di Johannes Meyer (1931)
- Der weiße Dämon, regia di Kurt Gerron (1932)